# Oosterscheldemuseum

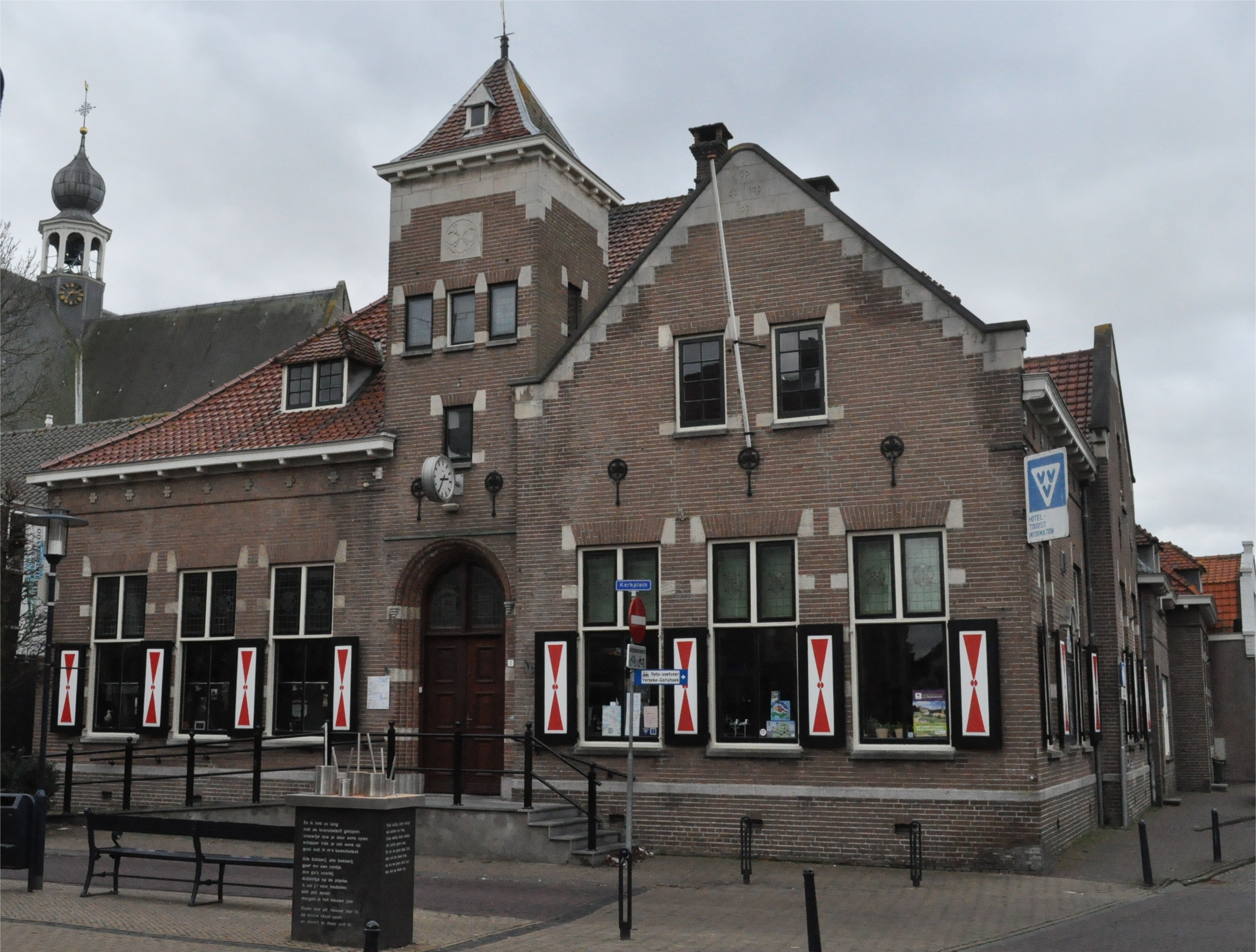
Het Oosterscheldemuseum

Het Oosterscheldemuseum in Yerseke richt zich met name op de ontwikkeling van de mossel- en oestercultuur.
Het museum bevindt zich in het uit 1914 daterende voormalige gemeentehuis. Met behulp van foto's, documenten, gereedschappen en andere voorwerpen kan de bezoeker zich verplaatsen in de geschiedenis van de plaats Yerseke en de mossel- en oestercultuur.
Een stuurhut dient als bioscoop. In de voormalige trouwzaal bevindt zich een panoramaschilderij uit 1913 van 4 x 6 meter van de hand van Willem Vaarzon Morel.
In 1530 is bij een overstroming, de Sint-Felixvloed het verdronken land van Zuid-Beveland en het verdronken land van Reimerswaal ontstaan. Archeologische vondsten daarvan zijn in het museum te zien.
Het museum is in de winter op zaterdag, zondag en maandag gesloten.